# Guy Laroche (parfums)
Les parfums Guy Laroche sont une licence de produits cosmétiques accordée par la maison de couture Guy Laroche au groupe L'Oréal depuis 1965.

## Historique
- 1965 : création de Guy Laroche Parfums par L'Oréal.

## Parfums
- 1966 : Fidji (féminin) dont le slogan est « Si la femme est une île, Fidji est son parfum. »
- 1970 : Eau Folle (féminin) dont le slogan est « Vivez d'humour et d'Eau Folle. »
- 1972 : Drakkar (masculin)
- 1977 : J'ai Osé (féminin)
- 1982 : Drakkar Noir (masculin) dont les slogans ont été « Pure Power. » et « La douce violence d'un parfum d'homme. »
- 1986 : Clandestine (féminin) dont le slogan est « Secrète, fascinante, insaisissable. En toute femme, il y a une Clandestine. »
- 1993 : Horizon (masculin)
- 1999 : Drakkar Dynamik (masculin) dont le slogan est « Pure Dynamik. »